# Ҭ (кирилиця)
Ҭ, ҭ — кирилична літера, 39-та літера абхазької абетки, утворена від Т. Позначає приголосний звук /tʰ/. В латиниці цю літеру передають як t, ṭ, t’ або ţ, в грузинському письмі — як ტ. Аналогічна англійській літері t.